# Erika Mészáros
Erika Mészáros, född den 24 juni 1966 i Budapest, Ungern, är en ungersk kanotist.
Hon tog OS-silver i K-4 500 meter i samband med de olympiska kanottävlingarna 1988 i Seoul.
Hon tog OS-guld på samma distans  i samband med de olympiska kanottävlingarna 1992 i Barcelona.